# Bétou
Pour les articles homonymes, voir Bétou (homonymie).
Bétou parfois écrit comme Betou pour certains, est une localité du nord de la République du Congo, chef-lieu du district de Dongou, située dans le département de la Likouala en frontière avec la République centrafricaine sur une longueur de 90 km par voie routière et de 45 km par voie fluviale. Desservie par un aéroport, elle est considérée comme la dernière plus grande communauté urbaine du pays dans la zone nord. La ville comptait 59 563 habitants en 2023, date du dernier recensement officiel du pays,.
En 2009, la ville a reçu plus de 60 000 réfugiés issus du conflit de Dongo,.

## Géographie
La ville est située près de la rivière Oubangui à quelques kilomètres de Bangui. Localisée en aval de l'Île de Bétou dans le bassin du Congo, elle possède un climat équatorial essentiellement chaud et humide dont la température varie de 24 °C à 26 °C. Il pleut beaucoup pendant la saison des pluies, et la saison sèche est presque absente.

## Administration
Bétou fait partie des communautés urbaines du département de la Likouala. Elle est présente dans le district de Dongou. Ce département qui voit son essor être bloqué, c'est le seul département de la République du Congo à être considérée comme dernier de la liste en matière d'infrastructure.
partageant la frontière avec la RDC, la RCA, Bétou ne semble être une ville comme dans les autres départements, pourtant ce département a produit des cadres de la République dont certains ont été membres du gouvernement. Espérant voir la réaction du gouvernement congolais dans les années à venir.